# Estádio Borg El Arab
O Estádio Borg El Arab (em árabe: ستاد برج العرب) é um estádio multiuso localizado em Amreya, distrito da cidade de Alexandria, no Egito. Inaugurado oficialmente em 2007, é o segundo maior estádio da África em termos de capacidade, conseguindo recepcionar até 86 000 espectadores. Tal feito é superado somente pelo Soccer City, estádio da África do Sul que foi o palco da final da Copa do Mundo FIFA de 2010, cuja capacidade alcança até 94 736 espectadores.

## Histórico

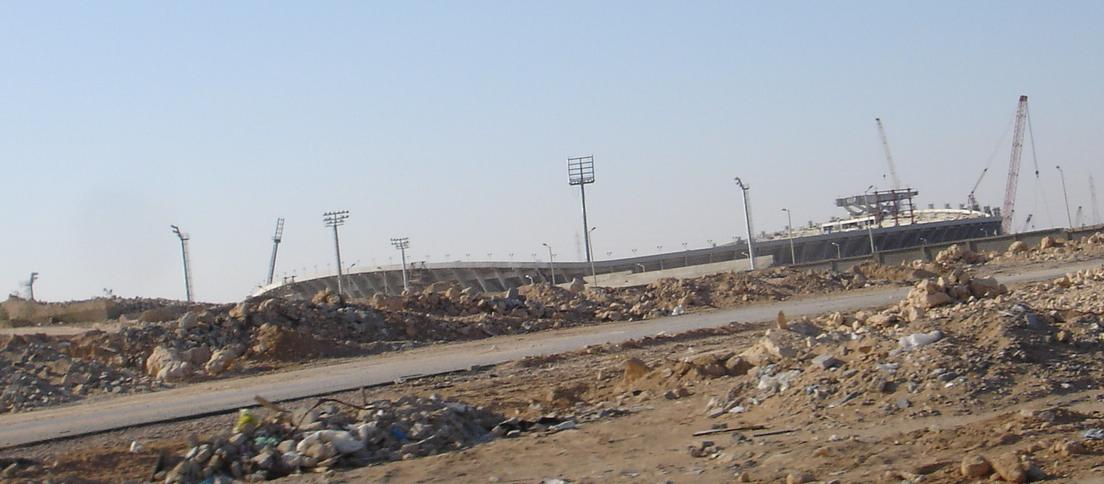
O estádio em construção em 14 de novembro de 2005.

Projetado originalmente para ser uma das sedes oficiais da candidatura fracassada do Egito para sediar justamente o Mundial FIFA de 2010, passou a ser juntamente com o Estádio Internacional do Cairo o principal estádio do país e uma das casas onde a Seleção Egípcia de Futebol manda partidas amistosas e oficiais. Além disso, é também a casa onde o Smouha, tradicional clube egípcio, manda seus jogos oficiais por competições nacionais e continentais. 
Considerado o principal estádio do Norte da África e do Oriente Médio, localiza-se às margens da rodovia que liga Alexandria ao Cairo, a 10 km do Aeroporto Internacional de Borg El Arab e a 15 km do centro da cidade.